# جون بي. ماسون
جون بي. ماسون (بالإنجليزية: John B. Mason)‏ هو ممثل أمريكي، ولد في 28 أكتوبر 1858 في الولايات المتحدة، وتوفي بنفس المكان في 12 يناير 1919.

## وصلات خارجية
- جون بي. ماسون على موقع IMDb (الإنجليزية)
- جون بي. ماسون على موقع قاعدة بيانات برودواي على الإنترنت (الإنجليزية)
- جون بي. ماسون على موقع قاعدة بيانات برودواي على الإنترنت (الإنجليزية)
- جون بي. ماسون على موقع قاعدة بيانات الفيلم (الإنجليزية)